# Dulce Soares
Dulce Soares (Rio de Janeiro, 1943) é uma fotógrafa brasileira. Colaborou com as revistas Claudia, Vogue e Íris.

## Biografia
Formada em Educação, frequentou os cursos de gravura no Museu de Arte Moderna do Rio de Janeiro e da escola de fotografia Enfoco. Em 1977, realizou um levantamento fotográfico do bairro da Barra Funda, exposto dois anos depois no Museu de Arte de São Paulo.

## Publicações
- A Cidade (1979)
- Vestidos de Noiva - Rua São Caetano (1981)
- Barra Funda: esquinas, fachadas e interiores (1982)